# Elecciones estatales de Campeche de 2000
Las elecciones estatales de Campeche de 2000 se llevó a cabo el domingo 2 de julio de 2000, simultáneamente con las elecciones federales, y en ellas se renovaron los siguientes cargos de elección popular del estado mexicano de Campeche:
- 35 diputados del Congreso del Estado. De los cuales 21 fueron electos por mayoría relativa y 14 fueron designados mediante representación proporcional para integrar la LVII Legislatura del Congreso del Estado de Campeche.
- 11 ayuntamientos. Compuestos por un presidente municipal y sus regidores, electos para un periodo de tres años.

## Resultados

### Congreso del Estado de Campeche
|  | 45.41 % |

|  | 27.08 % |

|  | 12.28 % |

|  | 6.87 % |

|  | 1.95 % |

|  | 1.90 % |

|  | 1.17 % |

|  | 1.09 % |

|  | 1.07 % |

|  | 0.86 % |

|  | 0.83 % |

|  | 0.23 % |

|  | 0.15 % |

|  | 4.20 % |

|  | 100 % |

### Ayuntamientos
|  | 45.81 % |

|  | 28.19 % |

|  | 12.35 % |

|  | 5.76 % |

|  | 1.43 % |

|  | 0.79 % |

|  | 0.76 % |

|  | 0.60 % |

|  | 0.20 % |

|  | 95.90 % |

|  | 4.10 % |